# Sámuel Gyarmathi
Sámuel Gyarmathi (n. 15 iulie 1751, Cluj, Monarhia Habsburgică – d. 4 martie 1830, Cluj, Imperiul Austriac) a fost un medic și filolog maghiar.